# امواج در پلاسما
در فیزیک پلاسما، امواج در پلاسما مجموعه‌ای از ذرات و میدان‌های به‌هم پیوسته هستند که به شکلی دوره‌ای و تکرارشونده انتشار می‌یابند. پلاسما یک سیالِ شبه‌خنثی و رسانا است. در ساده ترین حالت، پلاسما از الکترون و یک گونه یون مثبت تشکیل شده است، اما در حالت کلی ممکن است حاوی گونه‌های متعدد یونی از جمله یون‌های منفی و همچنین ذرات خنثی باشد. با توجه به رسانندگی الکتریکی در بعضی پلاسماها، پلاسما می‌تواند با میدان‌های الکتریکی و مغناطیسی کوپل شود. این مجموعه ذرات و میدان‌ها، طیف گسترده‌ای از پدیده‌های موجی را پشتیبانی کند.  

## حالت‌های موج
در خلأ فقط یک حالت موجیِ موج الکترومغناطیسی با  {\displaystyle \omega /k=c} و مولفه‌های میدانی E و B عمود بر بردار موج k وجود دارد در حالی که در هوا دو حالت موجیِ موج الکترومغناطیسی و صوتی منتشر می‌شود و در پلاسما دو دسته حالت موجیِ موج الکترومغناطسی و موج الکترواستاتیکی می‌توانند انتشار یابند. در هوا امواج صوتی از طریق برخورد منتشر می‌شوند درحالی که در پلاسما این برخوردها حاصل میدان‌های الکتریکی موج هستند.
با توجه به اینکه در پلاسما سرعت فازِ موج هم به بسامد و هم به زاویه‌ی انتشار موج نسبت به میدان مغناطیسی زمینه بستگی دارد حالت‌های موجی زیادی در پلاسما می‌توانند انتشار یابند.

## اصطلاحات و طبقه‌بندی‌ها
با توجه به وجود یا عدم وجود میدان مغناطیسیِ نوسان‌کننده، موج در پلاسما می‌تواند به‌صورت موج الکترومغناطیسی یا موج الکترواستاتیک طبقه‌بندی شود. با به‌کار گرفتن قانون القای فارادی در امواج تخت، به {\displaystyle \mathbf {k} \times {\tilde {\mathbf {E} }}=\omega {\tilde {\mathbf {B} }}} دست می‌یابیم، که یعنی موج الکترواستاتیک باید کاملاً طولی باشد. ولی یک موج الکترومغناطیسی می‌بایستی یک مؤلفه‌ی عرضی داشته باشد که همراه آن ممکن است تا حدودی مؤلفه‌ی طولی نیز وجود داشته‌باشد. 
در مرحله‌ی بعدی، امواج می‌توانند با گونه‌های نوسان‌کننده نیز [زیر]طبقه‌بندی شوند. در بیشتر پلاسماهای مورد بحث، دمای الکترونی بیشتر از دمای یونی یا درحد آن است. درنتیجه با توجه به اینکه جرم الکترون‌ها بسیار کمتر از یون‌هاست، پس سرعت حرکت بسیار بیشتری از آن‌ها دارند.   
اگر الکترونها گونه‌ی نوسان کننده در نظر گرفته شوند، با توجه به جرم بسیار بیشترِ یون‌ها، یون‌ها ثابت و بی‌حرکت تصور می‌شوند. ولی اگر یونها گونه‌ی نوسان کننده در نظر گرفته شوند، الکترون‌ها بی‌وزن فرض می‌شوند و به‌صورت جداگانه با رابطه‌ی بولتزمن توزیع می‌شوند. در حالت‌های نادری نیز مثل نوسان هیبرید پایین، هم جرم یون‌ها و هم الکترون‌ها درنظر گرفته می‌شوند. 
این زیرطبقه‌بندی‌ها هم می‌توانند با توجه به محیط پلاسمایی که موج در آن منتشر می‌شوند طبقه‌بندی شوند. طبقه‌بندی‌هایی شامل: پلاسمای غیر مغناطیده یا پلاسماهایی که دارای میدان‌های مغناطیسیِ ثابتِ موازی، عمود یا مورب باشند. در نهایت برای امواج الکترونیِ الکترومغناطیسی عمود، میدان الکتریکی آشفته شده می تواند موازی یا عمود بر میدان مغناطیسی ثابت باشد. 
خلاصه‌ای از امواج ابتدایی پلاسما:
| شاخصه‌ی الکترومغناطیسی | گونه‌ی نوسان‌کننده | شرایط                                                                               | رابطه‌ی پاشندگی | نام موج                                    |
| --------------------- | ---------------- | ----------------------------------------------------------------------------------- | --- | ------------------------------------------ |
| الکترواستاتیکی        | الکترون‌ها        | {\displaystyle {\vec {B}}_{0}=0\ {\rm {or}}\ {\vec {k}}\\|{\vec {B}}_{0}}           | {\displaystyle \omega ^{2}=\omega _{p}^{2}+3k^{2}v_{th}^{2}}                                                                                                   | نوسان پلاسما (یا موج لانگ‌مویر، یا پلاسمون) |
| الکترواستاتیکی        | الکترون‌ها        | {\displaystyle {\vec {k}}\perp {\vec {B}}_{0}}                                      | {\displaystyle \omega ^{2}=\omega _{p}^{2}+\omega _{c}^{2}=\omega _{h}^{2}}                                                                                    | نوسان هیبرید بالا                          |
| الکترواستاتیکی        | یون‌ها            | {\displaystyle {\vec {B}}_{0}=0\ {\rm {or}}\ {\vec {k}}\\|{\vec {B}}_{0}}           | {\displaystyle \omega ^{2}=k^{2}v_{s}^{2}=k^{2}{\frac {\gamma _{e}KT_{e}+\gamma _{i}KT_{i}}{M}}}                                                               | امواج آکوستیک یونی                         |
| الکترواستاتیکی        | یون‌ها            | {\displaystyle {\vec {k}}\perp {\vec {B}}_{0}} (nearly)                             | {\displaystyle \omega ^{2}=\Omega _{c}^{2}+k^{2}v_{s}^{2}} | موج سیکلوترون یونی الکترواستاتیک           |
| الکترواستاتیکی        | یون‌ها            | {\displaystyle {\vec {k}}\perp {\vec {B}}_{0}} (exactly)                            | {\displaystyle \omega ^{2}=[(\Omega _{c}\omega _{c})^{-1}+\omega _{i}^{-2}]^{-1}}                                                                              | نوسان هیبرید پایین                         |
| الکترومغناطیسی        | الکترون‌ها        | {\displaystyle {\vec {B}}_{0}=0}                                                    | {\displaystyle \omega ^{2}=\omega _{p}^{2}+k^{2}c^{2}} | موج الکترومغناطیسی                         |
| الکترومغناطیسی        | الکترون‌ها        | {\displaystyle {\vec {k}}\perp {\vec {B}}_{0},\ {\vec {E}}_{1}\\|{\vec {B}}_{0}}    | {\displaystyle {\frac {c^{2}k^{2}}{\omega ^{2}}}=1-{\frac {\omega _{p}^{2}}{\omega ^{2}}}}                                                                     | موج O                                      |
| الکترومغناطیسی        | الکترون‌ها        | {\displaystyle {\vec {k}}\perp {\vec {B}}_{0},\ {\vec {E}}_{1}\perp {\vec {B}}_{0}} | {\displaystyle {\frac {c^{2}k^{2}}{\omega ^{2}}}=1-{\frac {\omega _{p}^{2}}{\omega ^{2}}}\,{\frac {\omega ^{2}-\omega _{p}^{2}}{\omega ^{2}-\omega _{h}^{2}}}} | موج X                                      |
| الکترومغناطیسی        | الکترون‌ها        | {\displaystyle {\vec {k}}\\|{\vec {B}}_{0}} (right circ. pol.)                      | {\displaystyle {\frac {c^{2}k^{2}}{\omega ^{2}}}=1-{\frac {\omega _{p}^{2}/\omega ^{2}}{1-(\omega _{c}/\omega )}}}                                             | موج X (مود ویستلر)                         |
| الکترومغناطیسی        | الکترون‌ها        | {\displaystyle {\vec {k}}\\|{\vec {B}}_{0}} (left circ. pol.)                       | {\displaystyle {\frac {c^{2}k^{2}}{\omega ^{2}}}=1-{\frac {\omega _{p}^{2}/\omega ^{2}}{1+(\omega _{c}/\omega )}}}                                             | موج L                                      |
| الکترومغناطیسی        | یون‌ها            | {\displaystyle {\vec {B}}_{0}=0}                                                    | | --                                         |
| الکترومغناطیسی        | یون‌ها            | {\displaystyle {\vec {k}}\\|{\vec {B}}_{0}}                                         | {\displaystyle \omega ^{2}=k^{2}v_{A}^{2}} | موج آلفوِن                                  |
| الکترومغناطیسی        | یون‌ها            | {\displaystyle {\vec {k}}\perp {\vec {B}}_{0}}                                      | {\displaystyle {\frac {\omega ^{2}}{k^{2}}}=c^{2}\,{\frac {v_{s}^{2}+v_{A}^{2}}{c^{2}+v_{A}^{2}}}}                                                             | موج مگنتوسونیک                             |

{\displaystyle \omega } - بسامد موج, {\displaystyle k} - عدد موج, {\displaystyle c} - سرعت نور, {\displaystyle \omega _{p}} - بسامد پلاسما, {\displaystyle \omega _{i}} -  بسامد پلاسمای یون, {\displaystyle \omega _{c}} - بسامد طبیعی گردش یون, {\displaystyle \Omega _{c}} - بسامد طبیعی گردش فوتون, {\displaystyle \omega _{h}} - بسامد هیبرید بالا, {\displaystyle v_{s}} - سرعت صوت در پلاسما, {\displaystyle v_{A}} - سرعت آلفوِن پلاسما